# Ru d'Élancourt

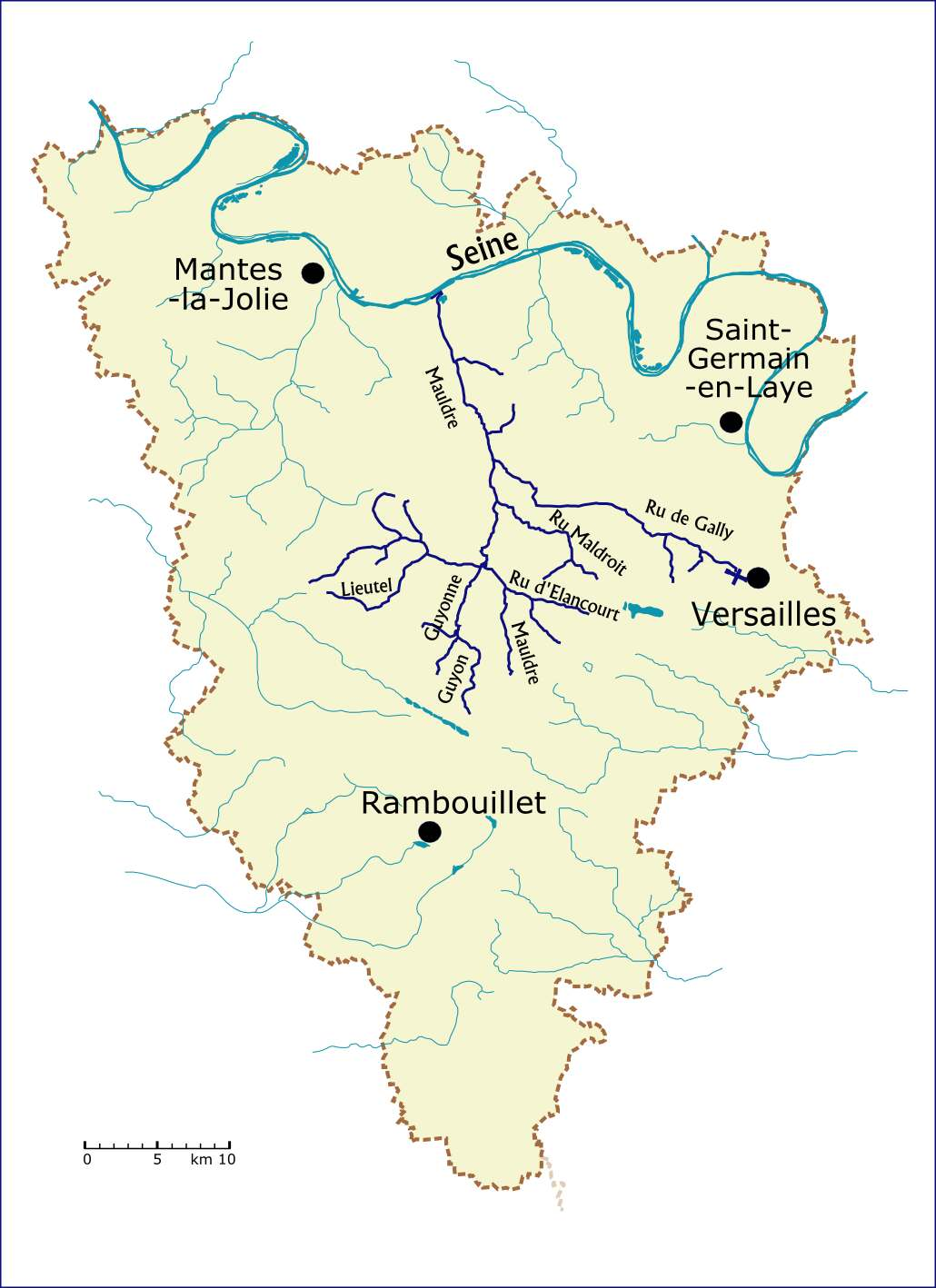
Le ru d'Élancourt et la Mauldre

Le ru d'Élancourt est une petite rivière française qui coule dans le département des Yvelines. C'est un affluent de la Mauldre en rive droite, donc un sous-affluent de la Seine.

## Géographie
Le ru d'Élancourt naît dans le territoire de la commune d'Élancourt, dans les Yvelines. Son cours a une orientation générale allant du sud-est vers le nord-ouest. Il conflue avec la Mauldre (rive droite) à Jouars-Pontchartrain. La longueur de son cours d'eau est de 7,4 km.

## Communes traversées
Le ru d'Élancourt traverse les communes d'Élancourt, de Jouars-Pontchartrain toutes deux situées dans le département des Yvelines.

## Hydrologie
Le débit du ru d'Élancourt a été observé pendant une période de 27 ans (1978-2004) à la station hydrométrique de Chennevières, commune de Jouars-Pontchartrain, localité située au niveau de son confluent avec la Mauldre. Le bassin versant de la rivière est de 23 km2.
Le module de la rivière à Jouars-Pontchartrain est de 0,339 m3/s. Ce débit est largement gonflé par les rejets de populations urbaines de plus en plus importantes, dans les agglomérations de Versailles et de Saint-Quentin-en-Yvelines. Ces eaux sont rejetées dans la rivière après traitement dans les stations d'épuration. Ce phénomène a tendance à augmenter au fil des ans.
Le ru d'Élancourt présente des fluctuations saisonnières de débit fort peu importantes. Les hautes eaux se déroulent en automne et en hiver et sont caractérisées par des débits mensuels moyens allant de 0,35 à 0,40 m3/s, d'octobre à mars inclus (avec un très léger maximum de décembre à février). Dès le mois d'avril, le débit baisse très doucement jusqu'aux basses eaux qui ont lieu en été de juin à août, avec une baisse du débit moyen mensuel allant jusque 0,25 m3 au mois d'août, ce qui reste très abondant. Mais les variations de débit peuvent être plus importantes selon les années.
Ainsi le VCN3 peut chuter jusque 0,062 m3, en cas de période quinquennale sèche, soit 62 litres par seconde, ce qui doit être considéré comme restant assez confortable.
Toutefois les crues peuvent être assez importantes, compte tenu de l'extrême exiguïté du bassin versant. Les QIX 2 et QIX 5  valent respectivement 2,8 et 4,2 m3. Le QIX 10 vaut 5,1 m3/s, tandis que le QIX 20 se monte à 6,0 m3/s. Quant au QIX 50, il n'a pas été calculé.
Le débit instantané maximal enregistré à Jouars-Pontchartrain, durant la période d'observation, a été de 7,86 m3/s le 5 juillet 1983, tandis que la valeur journalière maximale était de 2,95 m3/s le 26 octobre 1981. En comparant le premier de ces chiffres aux valeurs des différents QIX de la rivière, il apparaît que cette crue était largement supérieure à celle prévue par le QIX 20, et était au moins cinquantennale, et donc tout à fait exceptionnelle.
Au total, le ru d'Élancourt est une rivière abondante, suralimentée par d'importants rejets urbains épurés. La lame d'eau écoulée dans son bassin versant est de 466 millimètres annuellement, ce qui est élevé, nettement supérieur à la moyenne d'ensemble de la France, et bien sûr à la totalité du bassin de la Seine (240 millimètres environ). Le débit spécifique (ou Qsp) atteint de ce fait le chiffre solide de 14,7 litres par seconde et par kilomètre carré de bassin.